# Dompaire
Dompaire est une commune française située dans le département des Vosges, en région Grand Est.
Ses habitants sont appelés les Dompairois.

## Géographie

### Localisation

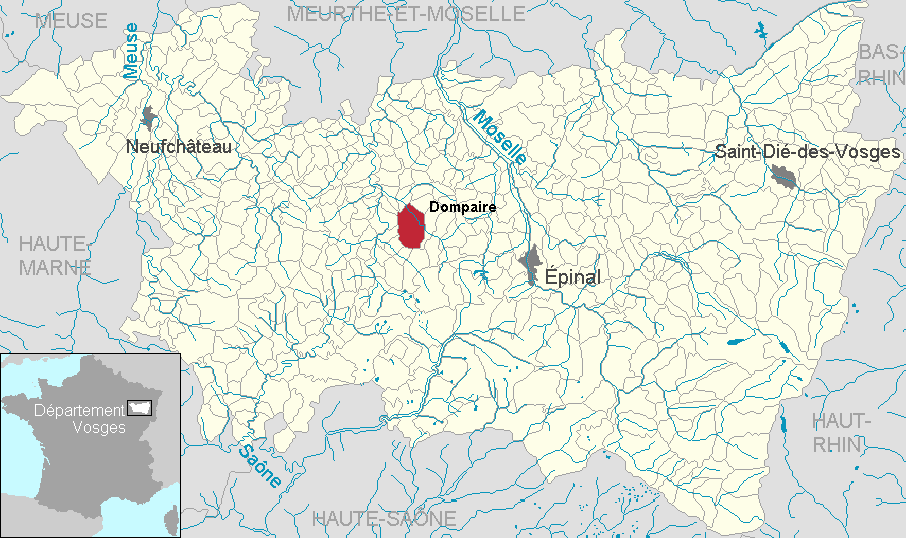
Localisation dans le département.

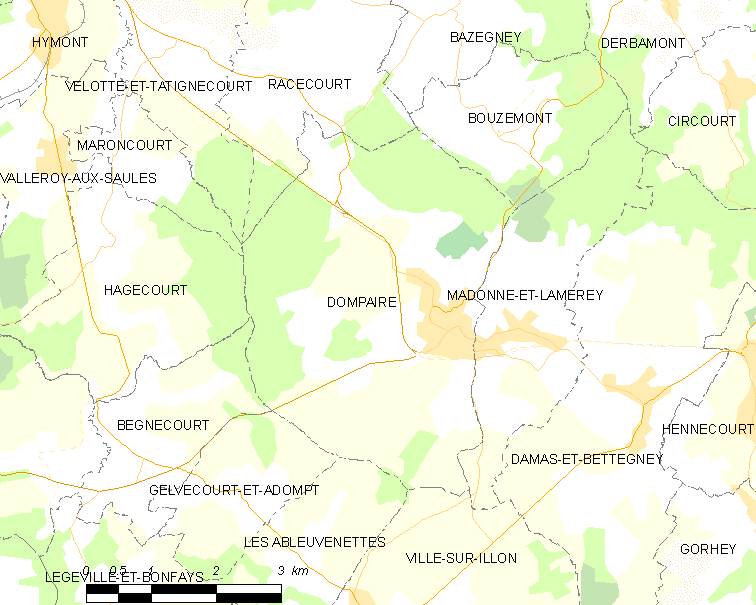
Situation géographique de Dompaire.

L'agglomération est entièrement située à l'est du territoire de la commune, se prolongeant continûment[précision nécessaire] par Madonne-et-Lamerey.
Les trois hameaux excentrés de l'ancienne commune de Laviéville-et-Naglaincourt ont été rattachés à Dompaire en 1836. Laviéville et Naglaincourt sont situés au nord-ouest de Dompaire, Craincourt au sud-ouest (ce dernier hameau n'existe plus).

### Communes limitrophes
Les communes situées à proximité de Dompaire sont Madonne-et-Lamerey, Damas-et-Bettegney, Bouzemont, Bazegney, Racécourt et Ville-sur-Illon.

### Relief et géologie
Patrimoine naturel : 
- Quatre zones naturelles d'intérêt écologique, faunistique et floristique :

Forêt du grand bois à Dompaire,
Ruisseau Le Rovion à Bouzemont,
Gîtes à chiroptères de Bazegney, Bouzemont et Madonne-et-Lamerey,
Vergers de Mirecourt.
- Deux Sites bioarchéologiques :

Dompaire,
Mirecourt.

### Voies de communication et transports
Dompaire forme un carrefour de communication important entre l'est vosgien et l'ouest vosgien.

#### Transports en commun
Dompaire est traversé par deux lignes de car interurbains. 
La ligne Fluo Grand Est numéro 10 en remplacement du train entre Épinal et Neufchâteau passant par Mirecourt, et la ligne Fluo Grand Est numéro 9 entre Contrexéville et Épinal en passant par Vittel.

#### Voies routières
Dompaire est relié aux villes vosgiennes importantes et à l'A31. En effet, dans le sens est-ouest, la commune divise la RD166 provenant d'Épinal en deux routes départemantales. L'une en direction de Mirecourt/Neufchâteau, le prolongement de la RD166. L'autre en direction de Vittel/Contrexéville puis de l'A31 à Bulgnéville via la RD165.

### Hydrographie et les eaux souterraines
Hydrogéologie et climatologie : Système d’information pour la gestion des eaux souterraines du bassin Rhin-Meuse :
Territoire communal : Occupation du sol (Corinne Land Cover); Cours d'eau (BD Carthage),
Géologie : Carte géologique; Coupes géologiques et techniques,
 Hydrogéologie : Masses d'eau souterraine; BD Lisa; Cartes piézométriques.

#### Réseau hydrographique
La commune est située dans le bassin versant du Rhin au sein du bassin Rhin-Meuse. Elle est drainée par la ruisseau la Gitte, le ruisseau le Robert, le ruisseau de Chenimont et le ruisseau de Girfontaine,.
La Gitte, d'une longueur totale de 22,2 km, prend sa source dans la commune de Harol et se jette dans le Madon à Velotte-et-Tatignécourt, après avoir traversé neuf communes.

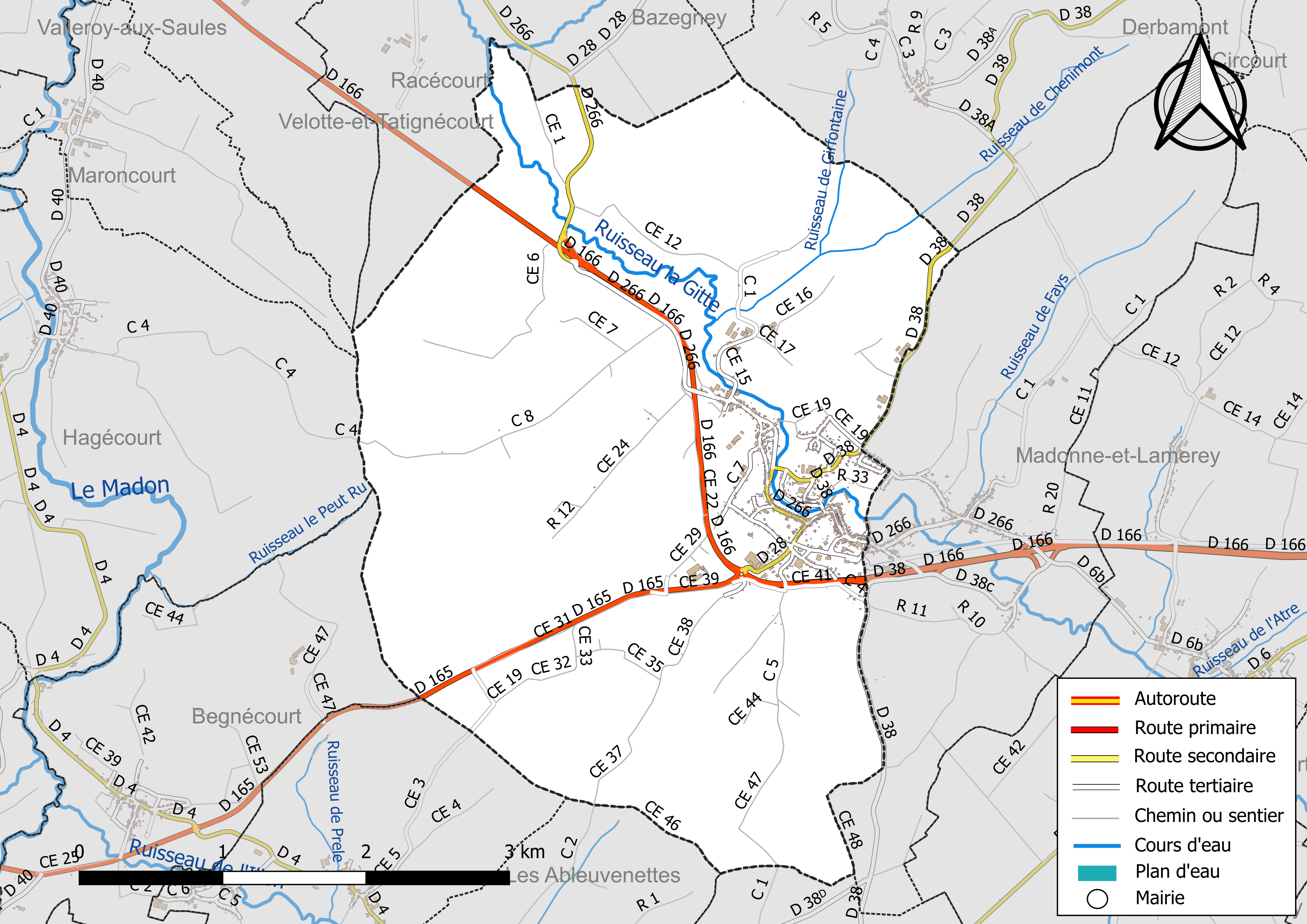
Réseaux hydrographique et routier de Dompaire.

Le Robert, d'une longueur totale de 11,2 km, prend sa source dans la commune de Circourt et se jette dans le ruisseau de la Gitte à Racécourt, en limite avec le territoire communal, après avoir traversé six communes.

#### Gestion et qualité des eaux
Le territoire communal est couvert par le schéma d'aménagement et de gestion des eaux (SAGE) « Nappe des Grès du Trias Inférieur ». Ce document de planification, dont le territoire comprend le périmètre de la zone de répartition des eaux de la nappe des Grès du trias inférieur (GTI), d'une superficie de 1 497 km2, est en cours d'élaboration. L’objectif poursuivi est de stabiliser les niveaux piézométriques de la nappe des GTI et atteindre l'équilibre entre les prélèvements et la capacité de recharge de la nappe. Il doit être cohérent avec les objectifs de qualité définis dans les SDAGE Rhin-Meuse et Rhône-Méditerranée. La structure porteuse de l'élaboration et de la mise en œuvre est le conseil départemental des Vosges.
La qualité des eaux de baignade et des cours d’eau peut être consultée sur un site dédié géré par les agences de l’eau et l’Agence française pour la biodiversité.

### Climat
Pour des articles plus généraux, voir Climat du Grand Est et Climat des Vosges.
En 2010, le climat de la commune est de type climat des marges montargnardes, selon une étude du Centre national de la recherche scientifique s'appuyant sur une série de données couvrant la période 1971-2000. En 2020, Météo-France publie une typologie des climats de la France métropolitaine dans laquelle la commune est exposée à un climat semi-continental et est dans la région climatique  Lorraine, plateau de Langres, Morvan, caractérisée par un hiver rude (1,5 °C), des vents modérés et des brouillards fréquents en automne et hiver. 
Pour la période 1971-2000, la température annuelle moyenne est de 9,7 °C, avec une amplitude thermique annuelle de 17,1 °C. Le cumul annuel moyen de précipitations est de 933 mm, avec 12,6 jours de précipitations en janvier et 9,9 jours en juillet. Pour la période 1991-2020, la température moyenne annuelle observée sur la station météorologique de Météo-France la plus proche, « Dommartin-aux-Bois_sapc », sur la commune de Dommartin-aux-Bois à 8 km à vol d'oiseau, est de 10,6 °C et le cumul annuel moyen de précipitations est de 908,9 mm. 
La température maximale relevée sur cette station est de 39,4 °C, atteinte le 25 juillet 2019 ; la température minimale est de −17,5 °C, atteinte le 20 décembre 2009,,. 
Les paramètres climatiques de la commune ont été estimés pour le milieu du siècle (2041-2070) selon différents scénarios d'émission de gaz à effet de serre à partir des nouvelles projections climatiques de référence DRIAS-2020. Ils sont consultables sur un site dédié publié par Météo-France en novembre 2022.

## Urbanisme

### Typologie
Au 1er janvier 2024, Dompaire est catégorisée bourg rural, selon la nouvelle grille communale de densité à sept niveaux définie par l'Insee en 2022.
Elle est située hors unité urbaine. Par ailleurs la commune fait partie de l'aire d'attraction d'Épinal, dont elle est une commune de la couronne,. Cette aire, qui regroupe 118 communes, est catégorisée dans les aires de 50 000 à moins de 200 000 habitants,.

### Occupation des sols
L'occupation des sols de la commune, telle qu'elle ressort de la base de données européenne d’occupation biophysique des sols Corine Land Cover (CLC), est marquée par l'importance des territoires agricoles (60 % en 2018), une proportion sensiblement équivalente à celle de 1990 (60,7 %). La répartition détaillée en 2018 est la suivante : 
forêts (34,3 %), terres arables (32,1 %), prairies (27,4 %), zones urbanisées (5,8 %), zones agricoles hétérogènes (0,5 %). L'évolution de l’occupation des sols de la commune et de ses infrastructures peut être observée sur les différentes représentations cartographiques du territoire : la carte de Cassini (XVIIIe siècle), la carte d'état-major (1820-1866) et les cartes ou photos aériennes de l'IGN pour la période actuelle (1950 à aujourd'hui).

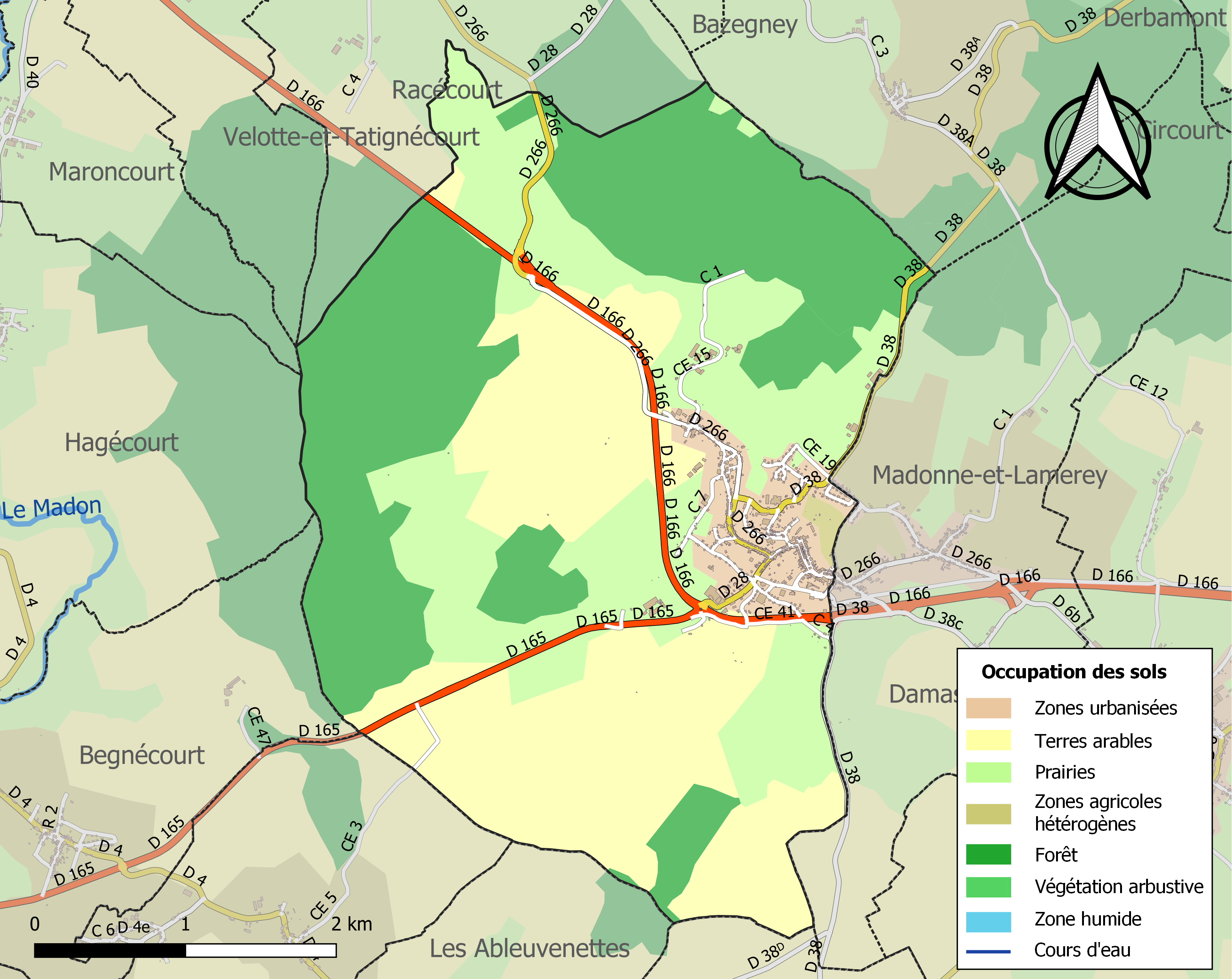
Carte des infrastructures et de l'occupation des sols de la commune en 2018 (CLC).

## Toponymie
Le nom de la localité est attesté sous les formes Theodericus de Dompario (1150) ; Theodericus de Domno Pario (XIIe siècle) ; Gerardus de Donno Pario (XIIe siècle) ; Ad fines Dompniparii (avant 1205) ; Villa de Dompare (1219) ; Donpare (1225) ; Dompaire (1228) ; Dompeire (1363) ; Dumpaire (1363) ; Dompaire (1397) ; De Dompnaparia, de Dompna Petra (1402) ; Ante Donnapariam (1409) ; Domnaparia (1427) ; Dompart (1597) ; Dampeine (1622) ; Dompayre (1661).

Dompaire est un hagiotoponyme caché, issu du bas latin domnus et peut-être le nom du saint Paterius traité comme *Patrius.

## Histoire

### Moyen Âge
Dompaire appartient à l'abbaye Saint-Pierre de Senones avant l'an 1111, grâce à une donation des lieux par dame Cunégonde en 1103.
L'évêque de Metz, Étienne de Bar, en 1124, confirme un droit de foire et de marché.
Au Moyen Âge, Dompaire était une ville fortifiée et s'appelait Dompaire-le-Château,. Elle fut anéantie par Charles le Téméraire en 1475 et ne se releva jamais complètement de ses ruines. Le duc de Lorraine et les chanoinesses de Remiremont se partageaient la haute, moyenne et basse justice.

### Époque contemporaine
Le canton de Dompaire est constitué dès 1790 ; il est alors inclus dans le district de Mirecourt. En 1836, Dompaire absorbe la commune de Lavieville-et-Naglaincourt.

### Bataille de Dompaire

#### Déroulement de la bataille

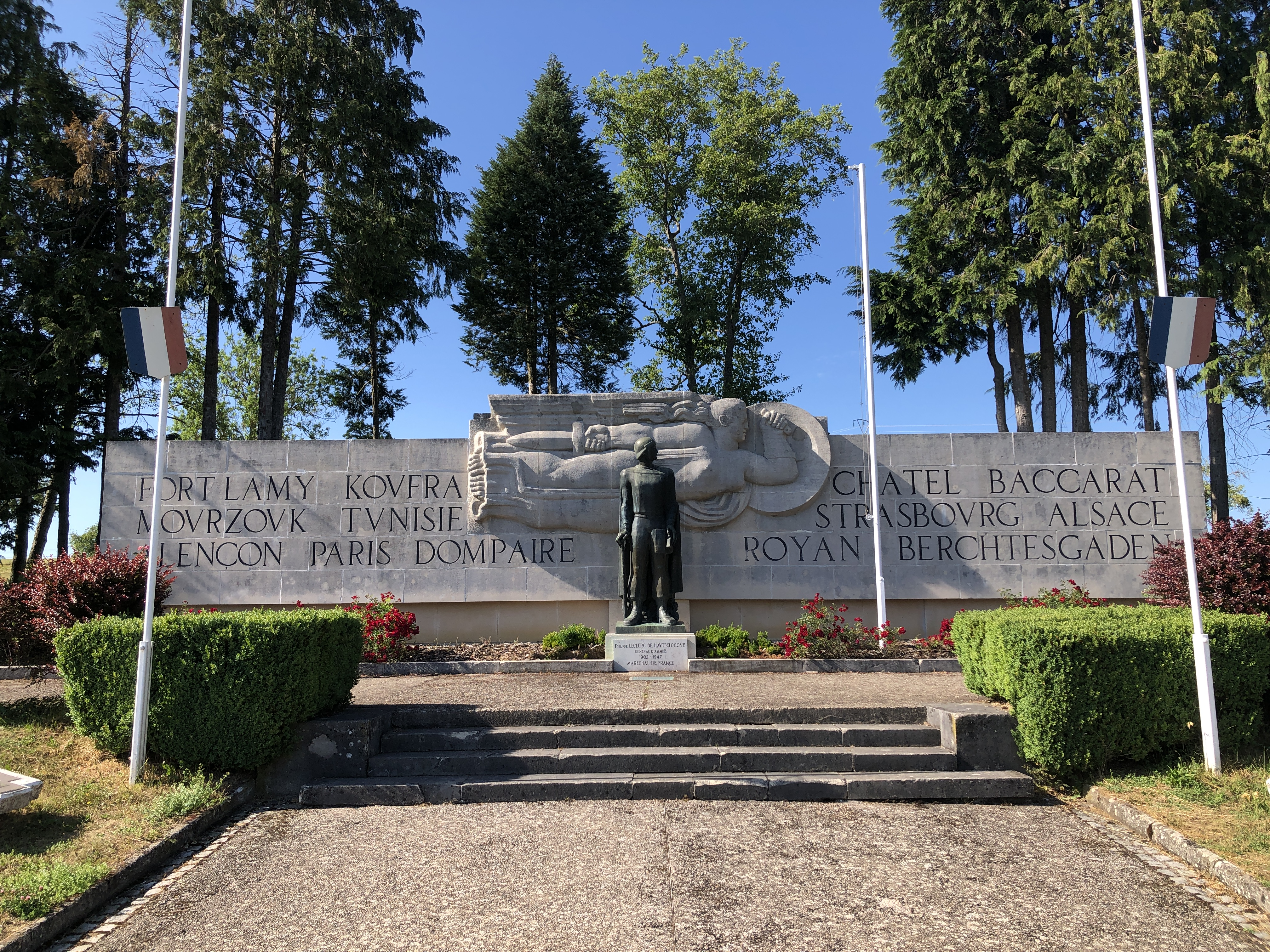
Monument commémoratif de la bataille de Dompaire.

La bataille de Dompaire,, est une bataille de chars de combat qui eut lieu durant la bataille des Vosges du 12 au 15 septembre 1944.
Le village de Dompaire et les villages avoisinants de Lamerey et de Ville-sur-Illon furent le théâtre d'un affrontement entre le Régiment blindé de fusiliers-marins de la 2e division blindée, appuyé par  des chasseurs-bombardiers P-47 Thunderbolt américains et une brigade blindée allemande, la 112e Panzerbrigade.
Le 12 septembre 1944, le général Hasso von Manteuffel, commandant de la 5e Panzerarmee envoie la 112e Panzerbrigade, forte de 45 chars moyens Panther, 46 chars moyens Pz IV, 8 chars anti-aériens Flakpanzer IV et 10 canons d'assaut StuG, à travers la vallée de la Gitte afin de bloquer la progression de la 3e armée du général George Patton.
Alors qu’ils approchent de Dompaire, le 12 septembre, les colonnes de chars Sherman et les chasseurs de chars M10 des groupements Massu et Mijonnet du régiment blindé de fusiliers-marins (RBFM) sont accrochées par les chars allemands stationnés dans le village. Pendant la première partie de la bataille, avec l’aide déterminante de l’aviation américaine (avion Thunderbolt), les troupes françaises détruiront 53 chars allemands sur les 90 engagés. La deuxième partie de la bataille opposa 45 chars allemands venant de Darney en renfort. Les troupes françaises et américaines détruiront 16 chars allemands. Un avion américain est abattu.
Paul Girot de Langlade aurait mené le régiment qui aurait détruit 41 des 45 Panther qu'il trouva les 13 et 14 septembre,
Malgré la supériorité technique des chars allemands, la 112e Panzerbrigade perd plus de la moitié de ses chars, dont 59 Panther. Elle dut se replier et « disparut de l'ordre de bataille de l'armée allemande ».

#### Commémoration
Pour commémorer cette victoire, la Marine nationale française a donné le nom de Dompaire à un dragueur de mines (M616) reconverti en chasseur de mines. Par ailleurs les chars Corse et Champagne sont  respectivement exposés à Lamerey et à Ville-sur-Illon.

Le char d'assaut Corse de type Sherman M4 exposé au Monument commémoratif de Lamerey
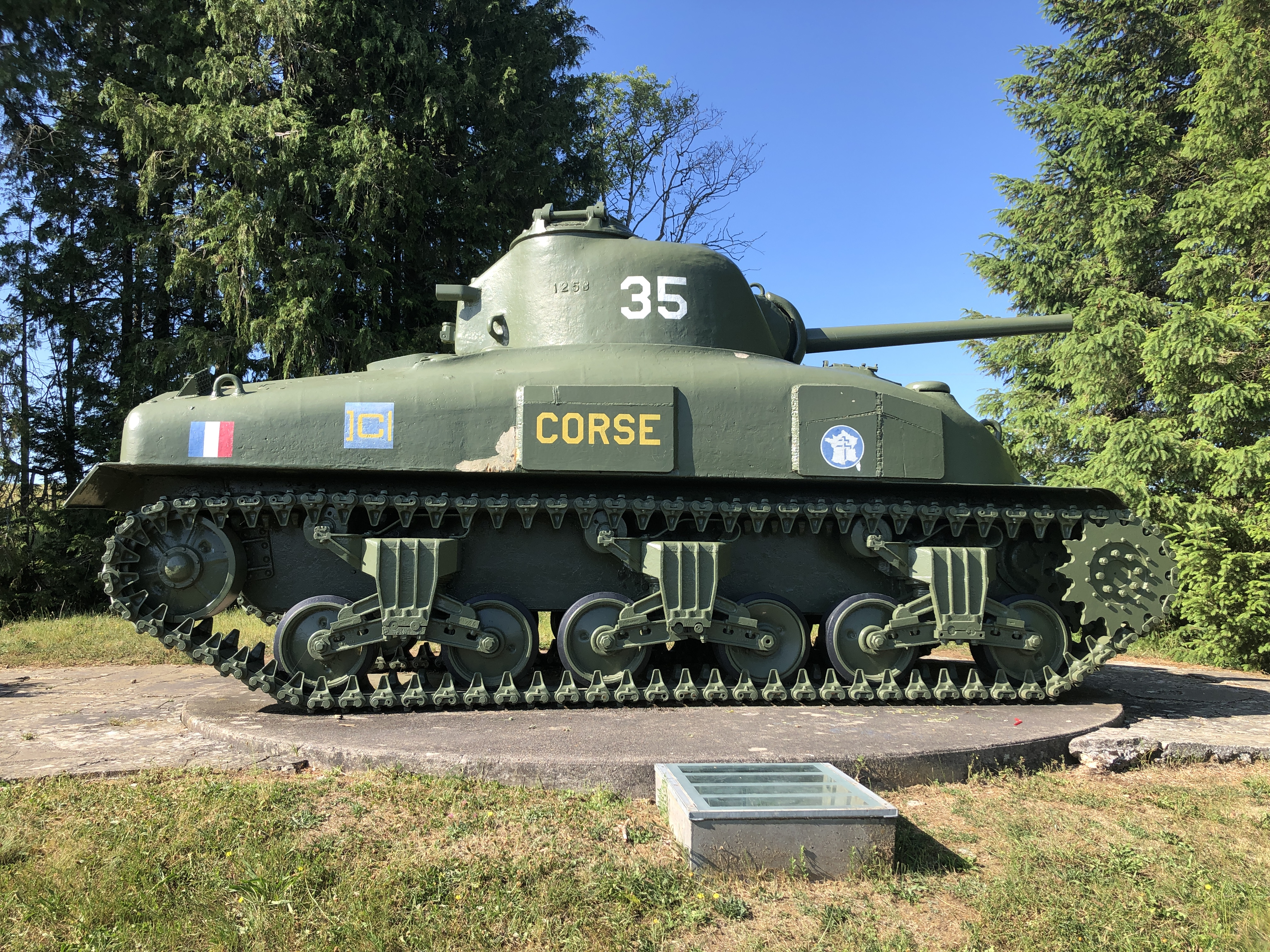
centre
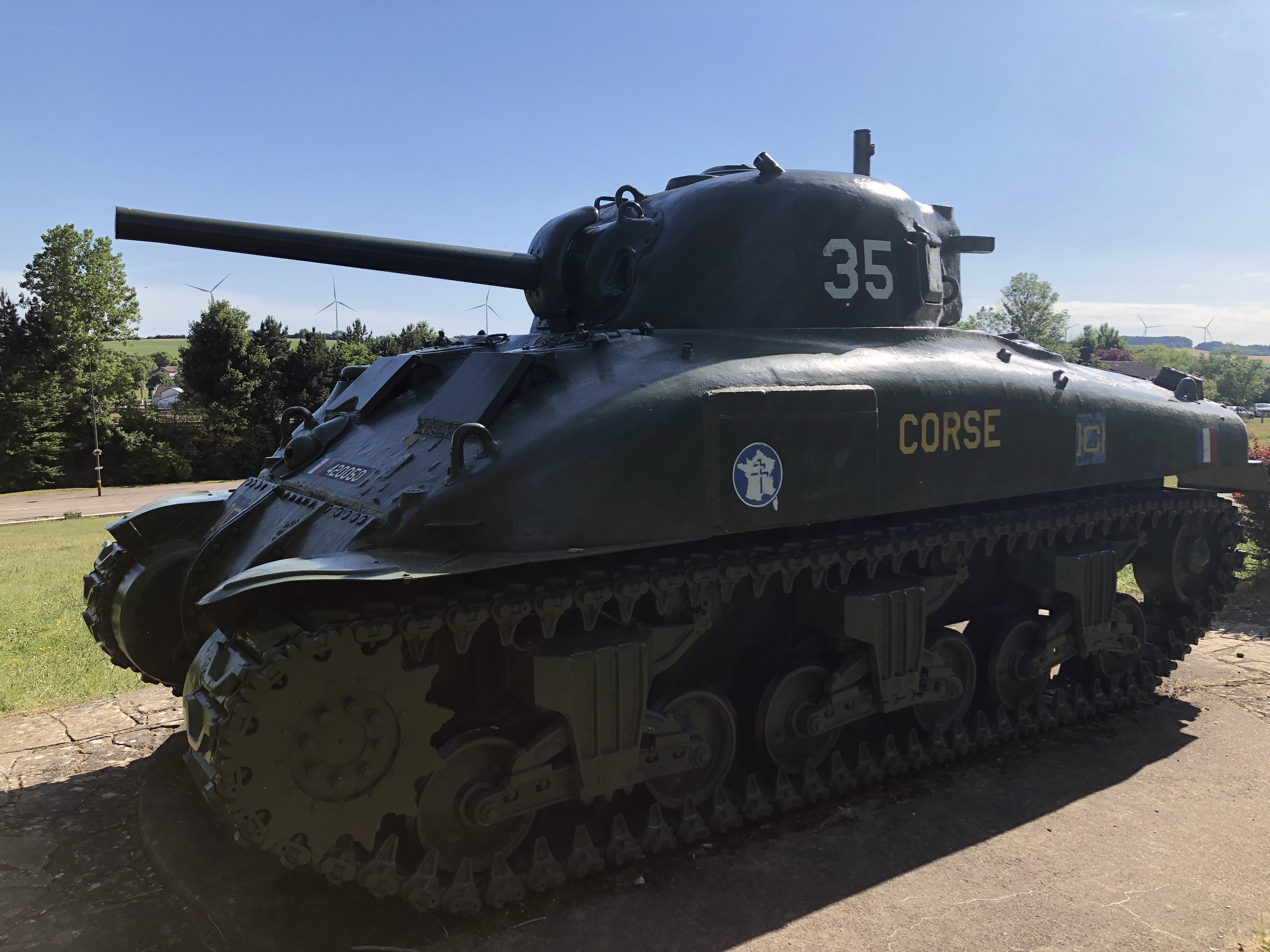
centre

## Politique et administration

### Découpage territorial
Par arrêté préfectoral du 15 septembre 2023, la commune est retirée le 1er janvier 2024 de l'arrondissement d'Épinal et rattachée à l'arrondissement de Neufchâteau.
La commune fait partie de la communauté de communes de Mirecourt-Dompaire depuis le 1er janvier 2017. Elle fait également partie du canton de Darney depuis le 22 mars 2015.

### Liste des maires
| Période                                  | Période                       | Identité                    | Étiquette | Qualité |
| ---------------------------------------- | ----------------------------- | --------------------------- | --------- | --- |
| Les données manquantes sont à compléter. |                               |                             |           | |
| avant 1988                               | 1995                          | Pierre Girot (1921-2002)    |           | Directeur de collège |
| 1995                                     | mars 2001                     | François Bazard (1931-2015) | RPR-UMP   | Chef d'entreprise retraité, conseiller général du canton de Dompaire (1998-2011) Ancien maire de Madonne-et-Lamerey (1971-1977) |
| mars 2001                                | juin 2018                     | Gérard Morel (°1948)        | DVD       | Chef d'entreprise retraité, démissionnaire                                                                                      |
| juin 2018                                | En cours (au 23 juillet 2025) | Philippe Ferratier (°1953)  | DVD       | Agent d'affaires retraité |

### Comptes de la commune

#### Budget et fiscalité 2022

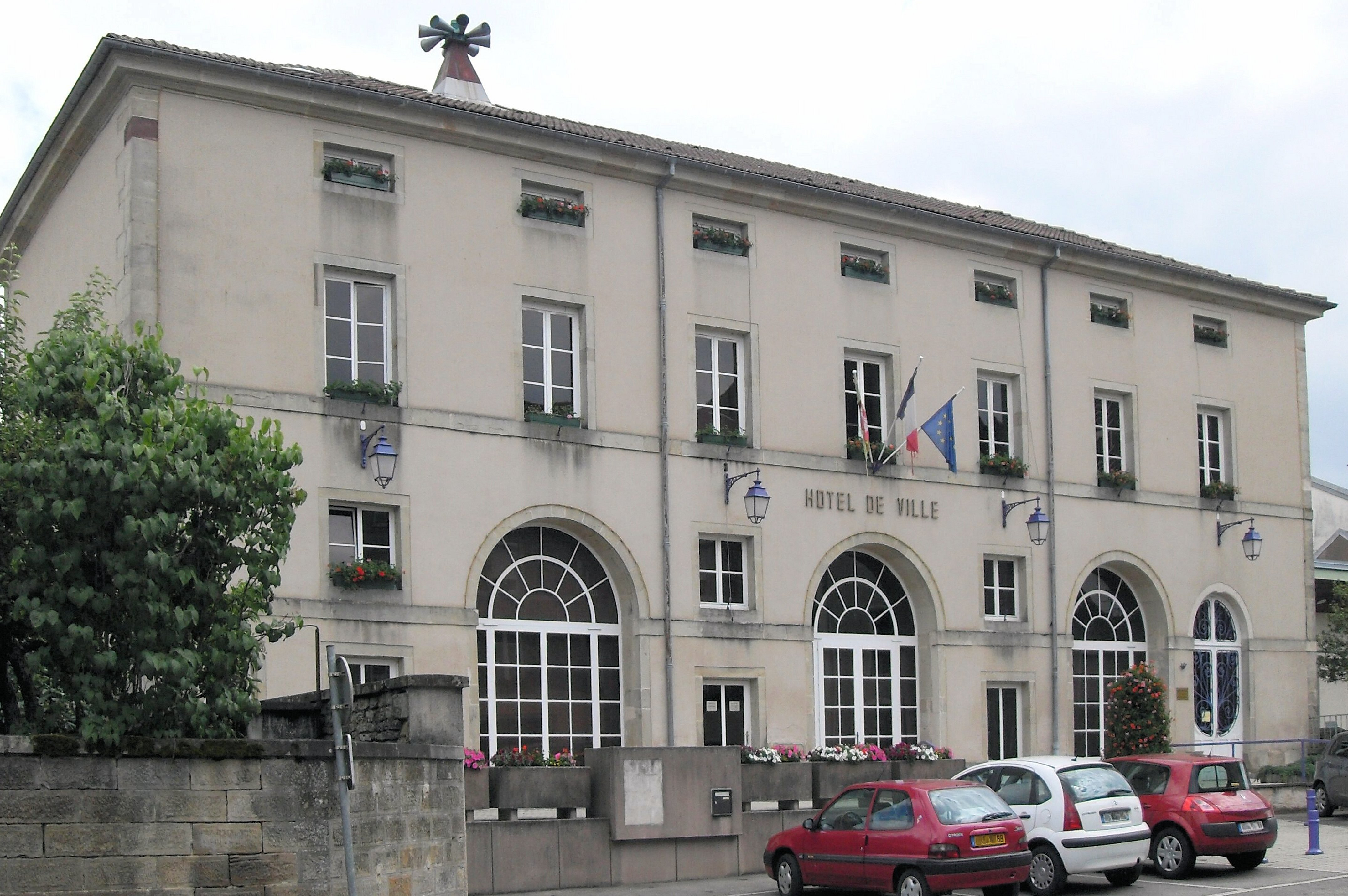
Hôtel de ville.

En 2022, le budget de la commune était constitué ainsi :
- total des produits de fonctionnement : 1 281 000 €, soit 1 140 € par habitant ;
- total des charges de fonctionnement : 1 069 000 €, soit 951 € par habitant ;
- total des ressources d'investissement : 517 000 €, soit 460 € par habitant ;
- total des emplois d'investissement : 286 000 €, soit 255 € par habitant ;
- endettement : 1 488 000 €, soit 1 324 € par habitant.

Avec les taux de fiscalité suivants :
- taxe d'habitation : 23,42 % ;
- taxe foncière sur les propriétés bâties : 4131 % ;
- taxe foncière sur les propriétés non bâties : 48,00 % ;
- taxe additionnelle à la taxe foncière sur les propriétés non bâties : 0,00 % ;
- cotisation foncière des entreprises : 0,00 %.

Chiffres clés Revenus et pauvreté des ménages en 2021 : médiane en 2021 du revenu disponible, par unité de consommation : 22 390 €.

## Population et société

### Démographie
L'évolution du nombre d'habitants est connue à travers les recensements de la population effectués dans la commune depuis 1793. Pour les communes de moins de 10 000 habitants, une enquête de recensement portant sur toute la population est réalisée tous les cinq ans, les populations de référence des années intermédiaires étant quant à elles estimées par interpolation ou extrapolation. Pour la commune, le premier recensement exhaustif entrant dans le cadre du nouveau dispositif a été réalisé en 2004.

En 2022, la commune comptait 1 079 habitants, en évolution de −7,62 % par rapport à 2016 (Vosges : −2,96 %, France hors Mayotte : +2,11 %).
| 1793 | 1800 | 1806 | 1821 | 1831 | 1836  | 1841  | 1846  | 1856  |
| ---- | ---- | ---- | ---- | ---- | ----- | ----- | ----- | ----- |
| 589  | 626  | 741  | 833  | 930  | 1 461 | 1 595 | 1 642 | 1 405 |

| 1861  | 1866  | 1872  | 1876  | 1881  | 1886  | 1891  | 1896  | 1901  |
| ----- | ----- | ----- | ----- | ----- | ----- | ----- | ----- | ----- |
| 1 414 | 1 428 | 1 337 | 1 368 | 1 335 | 1 257 | 1 171 | 1 106 | 1 059 |

| 1906  | 1911  | 1921 | 1926 | 1931 | 1936 | 1946 | 1954  | 1962 |
| ----- | ----- | ---- | ---- | ---- | ---- | ---- | ----- | ---- |
| 1 075 | 1 058 | 926  | 942  | 920  | 927  | 974  | 1 007 | 974  |

| 1968 | 1975 | 1982 | 1990 | 1999 | 2004 | 2006 | 2009  | 2014  |
| ---- | ---- | ---- | ---- | ---- | ---- | ---- | ----- | ----- |
| 886  | 906  | 881  | 907  | 919  | 967  | 998  | 1 076 | 1 152 |

| 2019  | 2022  | - | - | - | - | - | - | - |
| ----- | ----- | - | - | - | - | - | - | - |
| 1 108 | 1 079 | - | - | - | - | - | - | - |

### Enseignement
Dompaire rassemble les élèves d'une dizaine de communes aux alentours, de la maternelle au collège. L'école élémentaire de Dompaire, rassemble environ 160 élèves issus des communes alentour qui n'ont pas d'école ou qui ne sont pas en RPI.
Le collège Michel de Montaigne quant à lui rassemble environ 400 élèves de toutes les communes de l'ancien canton de Dompaire. Le collège tire son nom, d'un passage probable de Michel de Montaigne dans la commune en 1580. Pour la poursuite de leurs études, les élèves vont au lycée Jean Baptiste Vuillaume de Mirecourt ou autre lycée sur dérogation.

### Manifestations culturelles et festivités
Le weekend se rapprochant du 12 septembre, se tiennent les commémorations de l'anniversaire de la bataille de Dompaire.Ces commémorations sont organisés par l'Association pour le souvenir de la bataille de Dompaire en collaboration avec les communes du secteur de Dompaire impactées par cette bataille. La cérémonie principale se déroule en principe au Monument Leclerc à Madonne et Lamerey ou au Char Champagne à Ville sur Illon.
Tous les derniers dimanche de septembre se tient la Foire à la gaufre et son vide grenier organisé par l'Association Sportive du Canton de Dompaire.
En général, le premier dimanche de septembre une fête patronale est organisé par les communes de Dompaire et Madonne et Lamerey. Il se tient le même jour tous les 4 ans la porte ouverte des Sapeurs Pompiers des Dompaire et les autres années une randonnée pédestre autour de Dompaire. Ces événements sont organisés par l'Amicale des Sapeurs Pompiers de Dompaire, ainsi que le bal populaire du 14 juillet, le 13 juillet.
D'autres événements tel que des concerts organisés par la Musique Municipale de Dompaire/Lamerey tiennent lieu durant l'année à Dompaire ou dans ses environs. Les associations de la commune font aussi d'autre événements, marché de Noël, défilé de Saint-Nicolas, kermesse...

### Cultes
- Culte catholique, Paroisse La Croix de Virine[43], Diocèse de Saint-Dié.

## Économie
- Commerces et services de proximité[44].

## Culture locale et patrimoine

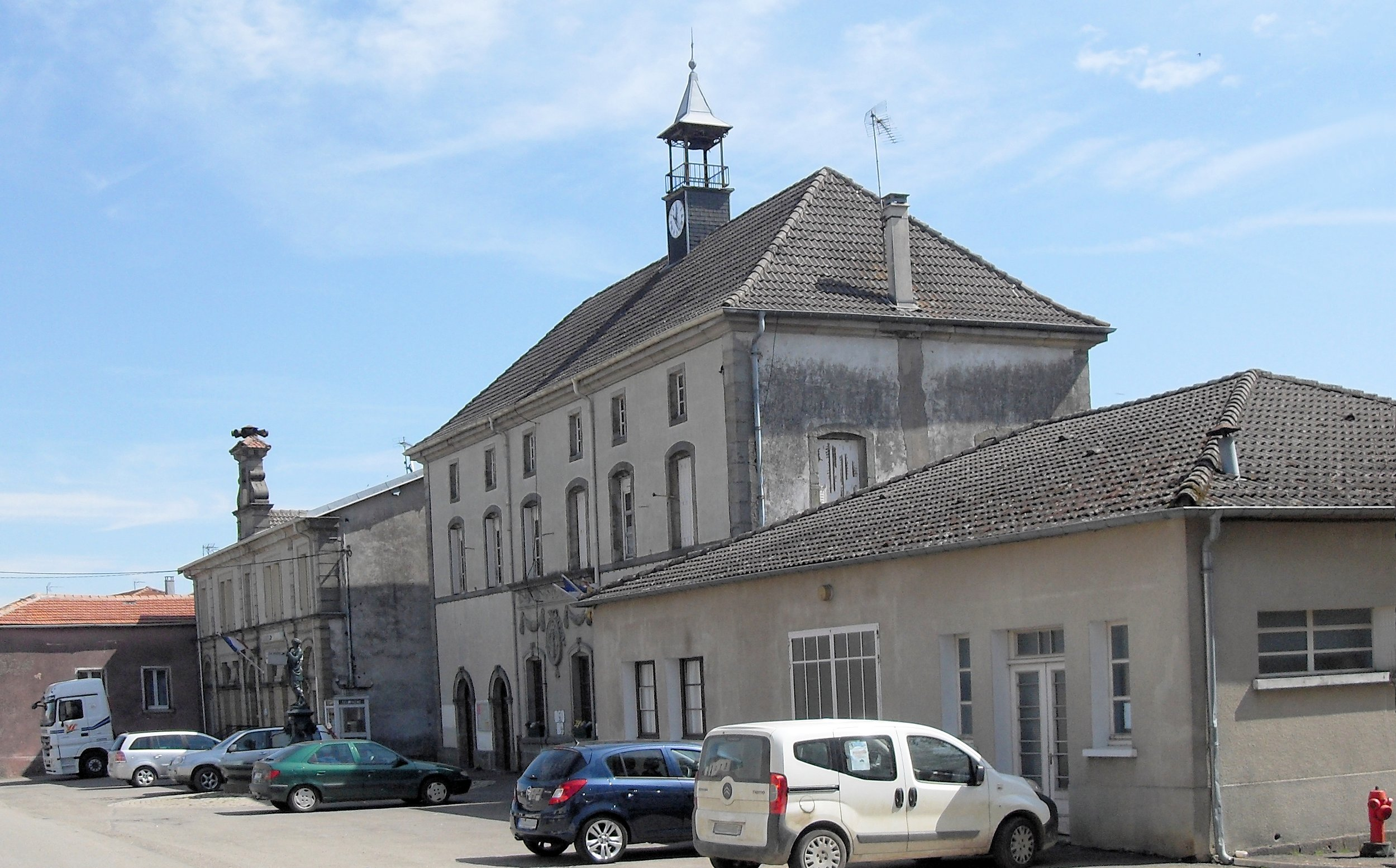
La chapelle de l'ermitage Notre-Dame-de-la-Consolation.

### Lieux et monuments

#### Patrimoine religieux
- Église Saint-Jean-Baptiste de Laviéville[45],[46]. Petite église romane[47] édifiée à la fin du XIIe siècle classée au titre des monuments historiques par arrêté du 25 novembre 1943[48]

Statue Sainte Anne et la Vierge,
et la cloche, classée au titre d'objet par arrêté du 24 décembre 1912, date de 1675.
- Église Saint-Nicolas, avec son orgue[51],[52] provenant de Rambervillers, construit par Jean-Baptiste Jeanpierre en 1821.
- Ermitage Saint-Ferréol et Saint-Ferjeux (ou ermitage de Notre-Dame-de-Consolation), fondé en 1682 par Urbain Perrin, habité par le frère Euloge[53].
- Croix monumentale datant de 1522 inscrite sur l'inventaire supplémentaire des monuments historiques par arrêté du 3 mars 1926[54].

| - L'église Saint-Jean-Baptiste de Laviéville | - L'église Saint-Nicolas |

#### Patrimoine civil
- Mairie.
- Maison de la communauté de communes du secteur de Dompaire.
- Monuments aux morts[55],[56].

### Cadre de vie
- Ville fleurie : trois fleurs attribuée par le Conseil national des Villes et Villages fleuris de France au Concours des villes et villages fleuris.

### Héraldique
| Blason | Blasonnement : D'azur, à deux canons montés et meublés d'or, mis en sautoir, à la tour d'argent maçonnée de sable, brochant sur-le-tout et terrassée de sinople. Commentaires : Le blason rappelle le château de la ville fortifiée. La commune lui a ajouté comme ornements extérieurs une couronne de marquis et comme tenants, deux lions à la tête contournée ; attributs purement décoratifs car Dompaire n'a jamais été érigée en marquisat. |

### Personnalités liées à la commune
- Michel de Montaigne a-t-il réellement passé une nuit à Dompaire lors de son périple en 1580 ? Venant de Neufchâteau où la peste avait sévi, il n'a pu faire étape à Épinal… Il n'en reste pas moins que le collège local a été baptisé du nom du célèbre moraliste[57],[58],[59].
- Marie Lucien Félix André[60] président, en 1889, de la commission chargée de la surveillance de la fabrication des timbres-poste.
- Nicolas Antoine, ex-curé de Dompaire, réfractaire. Condamné le 24 germinal an II par le tribunal révolutionnaire des Vosges, exécuté à Mirecourt[61].
- Joseph-François Mangin (1758-1818?), avocat et colon de Saint Domingue, ayant fui aux États-Unis après la révolte de esclaves de 1791. Il s'installera à New-York en 1794 ou il deviendra géomètre puis architecte militaire et civil. Il est notamment connu pour être le dessinateur de l'actuel hôtel de ville de New York.
- Victor Vautré (1770-1849) officier de la Révolution française et du Premier Empire né à Dompaire, mort à Paris. Il combattit notamment lors de la bataille d'Austerlitz (1804), à Heilsberg (1807) et dans le Tyrol (1809). Nommé baron et promu général de brigade lors de la Restauration en 1816, il devint ultérieurement inspecteur de l'infanterie.
- Raphaël Gautier  joueur de football du Cosmos Méréville qui a subi un petit pont et s'est blessé la cheville, faisant croire à tous ses coéquipiers qu'il avait simulé lors du célèbre match amical "Dompaire-AS Méréville" en 2017 ... "Faire une Dompaire" est désormais une expression qui s'emploie à l'international signifiant la simulation volontaire afin d'éviter l'humiliation subie face au dribble.

## Pour approfondir